# Michael Parkhurst
Michael Parkhurst (Providence, 24 de janeiro de 1984) é um ex-futebolista norte-americano que atuava como zagueiro. 

## Carreira
Michael Parkhurst representou a Seleção Estadunidense de Futebol nas Olimpíadas de 2008.

## Títulos

### Clube
New England Revolution
- Copa dos Estados Unidos: 2007

F.C. Nordsjælland
- Campeonato Dinamarquês de Futebol: 2011-12

### Internacional
Estados Unidos
- Copa Ouro da CONCACAF: 2007 e 2013